# Therese Anne Fowler
Therese Anne Fowler, ameriška pisateljica, * 22. april 1967.
Njeno najbolj znano delo je roman Z: A Novel of Zelda Fitzgerald, ki je izšel leta 2013. Killer Films in Amazon Studios sta po predlogi posnela televizijsko serijo Z: The Beginning of Everything, v kateri sta glavni vlogi igrala Christina Ricci (Zelda) in David Hoflin (F. Scott Fitzgerald). Serija se je začela predvajati 27. januarja 2017.
Poročena je s pisateljem Johnom Kesselom.